# Celles (Hérault)
Celles – miejscowość i gmina we Francji, w regionie Oksytania, w departamencie Hérault.
Według danych na rok 1990 gminę zamieszkiwało 14 osób, a gęstość zaludnienia wynosiła 2 osoby/km² (wśród 1545 gmin Langwedocji-Roussillon Celles plasuje się na 883. miejscu pod względem liczby ludności, natomiast pod względem powierzchni na miejscu 901.).